# Folkomröstningen om Montenegros självständighet 2006
Folkomröstningen om Montenegros självständighet genomfördes den 21 maj 2006 i republiken Montenegro, och avgjorde huruvida unionen Serbien och Montenegro skulle upplösas. I förhandlingar med EU har alla parter gått med på att självständighet skulle förklaras för Montenegro om valet genomfördes regelrätt, det vill säga att minst 50% av den röstberättigade befolkningen röstade samt att minst 55% av de röstande samtyckte till upplösningen av unionen. 55,4 % av den röstberättigade befolkningen röstade för självständighet. Valet resulterade i att Montenegro och Serbien delades i två separata stater.